# Edmund Wagner
Edmund Wagner (* 6. November 1830 in Nürnberg; † 3. Oktober 1859 in Pentenried) war ein deutscher Tiermaler.
Edmund Wagner war der Sohn des Malers Friedrich Wagner und zunächst Schüler seines Vaters. Später studierte er an der Akademie Antwerpen, unter anderem bei Jakob Albert Jacobs und Eugène Joseph Verboeckhoven. In den Jahren 1850 bis 1854 war er in Stuttgart als Tiermaler tätig, danach siedelte er um nach München. Er starb 1859 an den Folgen eines Jagdunfalls „Infolge der Entladung seiner Jagdflinte beim Ausgleiten im Walde“.

## Werke
- Araberpferde in der Oase, um 1850